# 만돌 칸
만돌 카안 혹은 만두울 카안(滿都魯汗,몽골어: ᠮᠠᠨᠳ‍ᠤᠭᠤᠯ
ᠬᠠᠭᠠᠨ Manduγul qaγan, 1438년 혹은 1426년 ~ 1478년/1479년, 재위: 1475년 ~ 1478년)은 몽골 북원의 카안자 차하르부의 족장이었다. 만두굴 칸(满都古勒汗)이라고도 한다. 휘는 보르지긴 만두울(몽골어: ᠪᠣᠷᠵᠢᠭᠢᠨ
ᠮᠠᠨᠳ‍ᠤᠭᠤᠯ Borǰigin Manduγul, 한국 한자: 孛兒只斤 滿都魯 패아지근 만도로)였다. 칸호는 오케크트 카안(烏格克圖汗)이다. 하르구추크 두렌 테무르 태자의 손자이고 아자이 태자의 아들이다. 일설에는 톡토아부카 타이순 칸 혹은 타이송 칸의 이복 동생이라는 설과, 타이송 칸의 사촌 동생이라는 설이 있다. 만돌은 문헌상 알려진 몽골 칸 중 차하르를 통치한 초기의 칸이었다.
1471년부터 몽골의 대칸을 자처하였으며, 1475년 오이라트부 아르슬란 태사의 추대로 몽골의 대칸위에 올랐다. 짧은 통치 기간 동안 그는 왕의 권력을 높이고 노얀, 왕공족의 권한을 줄였다. 그는 볼후 지농을 후계자로 정했으나 어떤 이유로 갈등, 볼후 지농과의 전투 중 전사하였다.

## 생애

### 어린 시절
1438년 혹은 1426년 만두울은 하르구추크 두렌 테무르 태자의 손자이고, 아자이 태자와 오이라트부 출신 여성 사이에서 태어났다. 톡토아부카 타이순 칸, 아그바르진 오헤크트 칸의 이복 동생이다. 몽골 황금사에 의하면 만두울은 타이순 칸, 아그바르진 지농과 어머니가 다르다 하였다. 일설에는 타이순 칸의 사촌 동생이라는 설도 있다. 몽골원류에 의하면 만두울은 1426년생이라 한다. 생일은 기록이 전하지 않는다.
만두울의 가계는 다소 불확실한데, 하르구추크 두렌 테무르 태자는 엘베크 니굴세크치 칸의 아들 혹은 동생, 혹은 토구스테무르 우스칼 칸의 아들 혹은 손자라는 설이 있다. 일찍 고아가 된 그의 아버지는 오이라트부 내에서 성장하였다. 
그의 어린 시절에 대해서는 알려진 것이 없다. 그는 형제 타이순, 아크바르지 등과 함께 떠돌다가 오이라트로 가 토곤 타이시를 만났고, 그의 보호하에 생활했다. 타이순 칸이 즉위하자 그는 타이순 칸의 좌익군을 맡았다. 1452년 만두울은 타이슨 칸, 아투바르지지농 등과 함께 도린 구하라에 진을 치고 오이라트4부를 향해 출진했다. 전쟁은 그의 형 아크바르지  지농이 이복 형 타이슨 칸을  배반했기 때문에 오이라트 4부가 승리하였다. 타이순 칸이 체브덴에게 아그바르진 칸이 오이라트에게 실각당할 때, 만두울은 조소타이 부중에 유목하러 나갔다 한다. 일설에는 그는 몽골 동부 지역 예소케(Есөд) 지역으로 피신, 정착하여 살아남았다고도 한다.
1452년 톡토아부카 타이슨 칸이 패주하고 살해되자, 만두울은 칭기즈 칸의 형제 카치운 후손의 영지로 도주했다. 카치운의 후손으로 절름발이 타이지라는 별명이 있던 제남왕 토토간(脱脱罕)에 의해 받아들여졌다.

### 차하르 부의 지도자
그는 차하르부의 수령이었고, 문헌상에 차하르부를 다스린 것이 문헌에 나타난 최초의 인물이었다. 만두울은 투루판에 기반을 둔 군벌 벡 아르슬란의 딸인 예케 카바르투와 1463년 무렵 결혼하였다. 예케 카바르투에게서는 아이를 얻지 못했다. 1464년에는 만두카이를 제2 카툰으로 맞이하였다.
타이슨 칸이 에센 칸에게 살해된 데 이어 서로 죽이고 죽는 권력 다툼 속에서 타이슨 칸의 아들이, 1465년에 마르코르기스 오헤크트 칸, 1466년에 멀런 칸이 칭기즈 칸의 이복 동생이었던 벨구테이 가문의 자손 무리카이에게 살해되었다. 일설에는 멀런 칸과 무리카이의 대립 때 만두울이 무리카이의 편에 섰다는 설이 있다. 1466년 멀런 카안의 사후 이후 1471년 혹은 1475년까지 몽골은 카안이 없는 공석기가 이어졌다.
1471년 만두울은 조르골링 케르한 산(Зорголхайрхан)에서 몽골의 대칸임을 선언했다. 혹은 카스카란다에서 대칸으로 선포했다는 설도 있다. 1473년 만두울은 바얀뭉케 볼후 지농과 명나라를 공격, 위주(韋州)를 공략했다가 명나라 장군 왕월(王越)에게 패배하고 퇴각하였다. 왕얼은 장군 허녕(許寧), 주옥(周玉) 등과 기병을 이끌고 반격을 가했다.
1475년 위구드의 벡허슨(Бэгэрсэн)과 용시예브부의 이스마일 등의 지원을 받아 대칸으로 즉위했다. 1475년 오이라트부 베그 아르슬란타이시와 오르도스로 공격, 카치운의 후손 투메드 7개부의 돌란 타이지를 격파했다. 1475년 베그 아르슬란은 그의 종손 바얀뭉케를 다시 대칸으로 추대하려 했으나 바얀뭉케는 이를 사양했다. 만두울은 그의 형제 아그바르진의 손자 바얀뭉케에게 지농의 지위를 주고 몽골 제국의 서부를 통치하게 했다. 그러나 만둘 칸은 반란자 혹은 바얀뭉케를 참소하는 자들의 말을 믿고 바얀문케를 공격하여 이러한 불안으로 인해 몽골의 정국은 불안정해졌다. 점점 몽골의 실권은 이스마일의 손으로 넘어갔는데 1479년에 몽골의 실권은 이미 이스마일에게 넘어갔다고 여겨진다.

### 대칸 즉위 이후
그해, 오르도스 하슬란타이 언덕 혹은 황하 강변 하투(河套)에서 오이라트부의 베그 아르슬란 타이시의 추대로 만두울이 몽골 제국의 카안이 즉위하였다. 그는 몽골 서부의 오이라트를 제외한 동부 몽골 전역을 통일하였다. 후에 다얀 카안이 그를 계승하였다. 
1475년 만두울은 마르코르기스 오헤크트 칸의 원수를 갚기 위해 투메드부를 향해 출진, 카치운 일족의 도런 타이지를 죽이고 투메드7부락을 정벌했다. 만둘 칸은 돌란 타이지의 부하 투르겐을 투메드의 새 군주로 임명하고, 돌란 타이지의 딸을 투르겐의 아들 호사이와 결혼시켰다. 이후 카치운 가문의 지배에서 벗어난 투메드부는 투르겐 가문을 새로운 지도자로 받아들였다.(후일 다얀 카안이 자신의 아들 울루스볼라드, 바르수볼라트 지농을 보낼 때까지)
만두울 칸은 칸의 권력을 강화하고 귀족의 권력을 줄이려 시도하였다. 그는 조카이자 후계자로 내정한 볼후 지농을 의심하여 그를 죽이려 했으나, 볼후 지농과의 전쟁 중 전사하였다. 일설에는 바얀뭉케 볼후 지농은 1470년에 이미 죽었다는 설도 있다. 만두울 칸은 아들이 없다. 오이라트부 출신 베이게르첸 타이시의 딸 정궁 카툰 네베크파림 카툰은 질병이 있어 그에게서는 자녀가 없고, 만두카이 세첸 카툰에게서 2명의 딸 보르쿠친과 에시게를 두었다. 만돌 칸은 보로크친 공주를 위그트의 베그 알스란 타이시에게, 에시게 공주를 몽골진 투멘의 체그트부의 호사이 타부난에게 시집보냈다.

### 갈등과 최후
1478년 바얀뭉케 볼후 지농과 교전했다가 패배하고, 부하들과 함께 도망쳤다.
1478년 볼후 지농과의 전쟁 도중 전사했다. 일설에는 만돌 칸이 볼후 지농을 살해했다는 설도 있다. 또한 이스마일 타이시에게 그가 암살됐다는 설도 있다. 만두울에게는 남자 후계자가 없어서 만두하이 카툰은 칭기즈 칸의 후손 중 황실과 가까운, 살해당한 볼후 지농의 아들 바투 몽케를 찾아 차기 칸으로 추대하게 된다. 일설에는 1479년 사망설, 1467년 사망설도 있다.

### 사후
사망 일자는 알려진 것이 없으며, 몽골어식 존호 여부 역시 알려진 것이 없다. 몽골 황금사에 의하면 그의 시신은 마고 운두루(Муу өндөр)라는 언덕에 묻었다 한다.